# Gasbürette

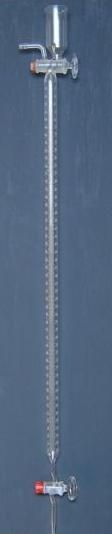
Gasbürette

Die Gasbürette dient zum Abmessen von Gasen und in der Gas analytik zur quantitativen Untersuchung von Gasgemischen. Diese Methode ist heute aber bedeutungslos, da Gasgemische mit Hilfe der Gaschromatographie genauer und eleganter untersucht werden können. Außerdem ist die Gasbürette in vielen Bereichen vom Kolbenprober ersetzt worden.

## Funktionsweise
Die Gasbürette besteht aus einem skalierten Glasrohr (z. B. 100 ml), das oben und unten mit jeweils einem Hahn versehen ist. Unten wird die Bürette mit einem Ausgleichsgefäß bzw. Niveaurohr verbunden. Diese Anordnung wird mit einer Sperrflüssigkeit gefüllt (z. B. NaCl-Lösung).
In die Bürette wird ein abgemessenes Gasvolumen (z. B. 100 ml) über den oberen Hahn eingefüllt, wobei die Sperrflüssigkeit ins Ausgleichsgefäß gedrückt wird. Danach wird das Gasgemisch ebenfalls über den oberen Hahn in ein Absorbergefäß mit einer Absorberflüssigkeit gedrückt, die ein bestimmtes Gas aus dem Gasgemisch absorbiert. Nach der Absorption wird das restliche Gas wieder zurück in die Bürette gezogen und das Volumen abgelesen. Aus der Differenz zu dem ursprünglichen Volumen ergibt sich der Volumenanteil des absorbierten Gases.
Die Anordnung, bestehend aus Gasbürette, Ausgleichsgefäß und Absorptionsgefäß, wurde von W. Hempel entwickelt.
In der Praxis wurden mehrere Gasbüretten und Absorbergefäße zu einem Gasuntersuchungsapparat (nach H. Orsat) kombiniert (Orsat-Apparat).

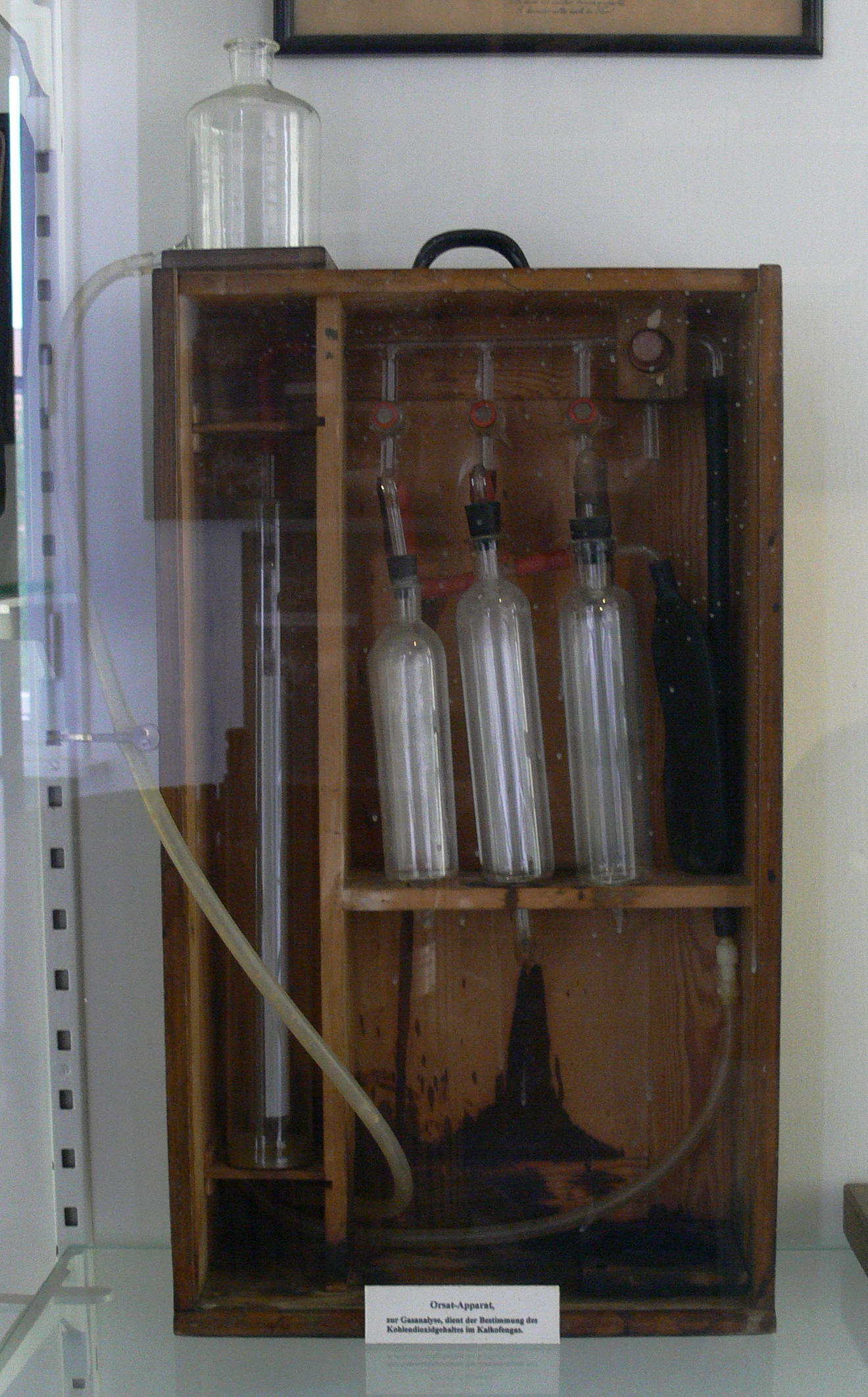
Orsat-Apparat zur Gasanalyse, dient der Bestimmung des Kohlendioxidgehalts im Kalkofengas (verwendet bei der Rübenzuckerproduktion); Zucker-Museum Berlin

## Anwendungen
Diese Methode diente zur Untersuchung von Hochofengichtgas, Generatorgas, Koksofengas sowie verschiedenen Abgasen.
Folgende Absorberflüssigkeiten wurden dabei benutzt:
- Sauerstoffbestimmung:  alkalische Pyrogallollösung  oder Natriumdithionit- bzw. Natriumhydrogensulfitlösung
- Kohlenstoffdioxidbestimmung: Kalilauge
- Kohlenstoffmonoxidbestimmung: ammoniakalische oder salzsaure Kupfer(I)-chloridlösung

Wasserstoff und die leichten Kohlenwasserstoffe (z. B. Methan) wurden über fraktionierte Oxidation mit Kupfer(II)-oxid bei unterschiedlichen Temperaturen bestimmt, wobei die jeweilige Abnahme des Gasvolumens (bei Kohlenwasserstoffen nach Absorption des gebildeten Kohlenstoffdioxids mit Kalilauge) in der Gasbürette gemessen wurde.
Der Stickstoff verbleibt immer als Gasrest nach Entfernung der anderen Bestandteile.
Heute könnte die Methode noch didaktische Bedeutung für den Chemieunterricht bzw. für die Chemikerausbildung haben, z. B. zur Sauerstoffbestimmung in Luft.